# Exploración entrelazada
La exploración entrelazada (interlaced scanning) es un sistema de captación y representación de imágenes utilizado en televisión para evitar el parpadeo o flicker que se producía en la representación de las imágenes de televisión sobre pantallas de tubo.
La exploración entrelazada 2/1, característica de los sistemas de televisión PAL, NTSC y SECAM así como de algunos otros desarrollados posteriormente, consiste en analizar cada cuadro (frame) de la imagen en dos semicuadros iguales denominados campos (field), de forma que las líneas resultantes estén imbricadas entre sí alternadamente por superposición. Uno de los campos contiene las líneas pares; se lo denomina «campo par», mientras que el otro contiene la impares y se lo denomina «campo impar» al comienzo de cada uno de ellos se sitúa el sincronismo vertical. Hay un desfase de media línea entre un campo y otro para que así el campo par explore la franja de imagen que dejó libre el campo impar. La exploración entrelazada de un cuadro de dos campos exige que el número de líneas del cuadro sea impar para que la línea de transición de un campo al otro sea divisible en dos mitades.  Fue patentado por el ingeniero alemán de Telefunken Fritz Schröter en 1930.

## Fundamento teórico
Con anterioridad a los estudios de la visión humana efectuados por la Asociación de Radiodifusión de Japón (NHK) realizados en los años 80 del siglo XX, se mantenía la hipótesis de que si bien por encima de una frecuencia de representación de 20 Hz, denominada «frecuencia crítica», se garantizaba la perfecta sensación de movimiento hacía falta pasar de una frecuencia de 45 Hz, denominada «frecuencia umbral» para que desapareciera la sensación de parpadeo.
En la representación cinematográfica, donde se trabaja con 24 imágenes por segundo (una frecuencia de 24 Hz), se logra superar la frecuencia umbral proyectando dos veces el mismo fotograma. En televisión se adoptó el sistema de entrelazado con la descomposición de cada cuadro en dos campos doblando con ello la frecuencia de 25 a 50 Hz (en el caso de América de 30 a 60 Hz).
En los sistemas de TV de 625 líneas el cuadro es descompuesto en dos campos de 312,5 líneas cada uno de ellos que se insertan como un peine, dando una representación de 50 campos por segundo, 25 frames por segundo. En el caso de los sistemas de 525 líneas los campos son de 262,5 líneas y se representan a razón de 60 campos por segundo, 30 frames por segundo. En ambos casos por encima de la frecuencia umbral de representación.
El sistema de entrelazado dio muy buenos resultados en televisión ya que es el "mejor compromiso entre el ancho de banda del canal, la reducción del parpadeo o flicker y la tecnología de los receptores de televisión".[cita requerida]
Los estudios que realizó la Asociación de Radiodifusión de Japón, NHK, en la década de los 80 del siglo XX para el desarrollo de la televisión de alta definición dieron como resultado que la hipótesis de la frecuencia umbral de 45 Hz era falsa ya que un alto número de observadores perciben parpadeo por encima de los 45 Hz.
Ferry Porter desarrolló la ley que lleva su nombre, la cual dice que la frecuencia umbral (fu) está en relación con el logaritmo del brillo (B) y las condiciones de visionado (C) de esta forma:
{\displaystyle f_{u}=12.57\log _{10}B+C}
Hay que destacar que la determinación de la característica logarítmica de la visión humana coincide con la reiteración del mundo científico de que es logarítmico todo el mundo sensorial humano.
Las condiciones de visionado agrupan una serie de variables como el tipo de visión (central o periférica), el tiempo de excitación del TRC, el tiempo relativo de iluminación de cada cuadro y la variabilidad en la visión de cada observador.

### Desarrollo de Ferry Porter
Las condiciones de visionado que intervienen en la fórmula de la Ley de Porter son determinantes para fijar una frecuencia umbral correcta.  Entre ellas el tipo de visión, que depende del formato y tamaño de la pantalla, es muy importante.
La visión humana tiene dos sectores diferenciados, uno el central de unos 10° y el periférico, de unos 180°. En los 10° de la visión central el foco es muy perfecto, hay una alta nitidez y una elevada resolución. Mientras que en la visión periférica todos estos parámetros son más deficientes.
Si atendemos solo a la visión central es cierto que los 45 Hz de frecuencia umbral son suficientes mientras que para la visión periférica hacen falta frecuencia mayores.
Un observador medio, cuando se sitúa delante de una pantalla lo hace a una distancia de seis veces la altura de la misma. Este es el punto de mejor observación de la imagen. Cuando la pantalla es apaisada (formatos de 16/9 o de cine panorámico) entonces hace participar a la visión periférica haciendo subir la frecuencia umbral.
En los estudios de Porter se detectaron casos en los que los observadores que perciben parpadeos desarrollan cuadros de mareos y náuseas. También se observó que no hubo nadie que percibiera parpadeo por encima de los 70 Hz. Una cantidad relevante de observadores dejan de percibir parpadeo en frecuencias entre los 50 y 60 Hz.

## Descripción
La exploración progresiva de una imagen se realiza de la misma manera que se lee un libro, se divide la imagen en líneas y se leen de izquierda a derecha y de arriba abajo. En cambio, cuando se realiza una exploración entrelazada exploramos alternativamente las líneas pares e impares, dividiendo la imagen que se quiere transmitir en dos campos o cuadros.

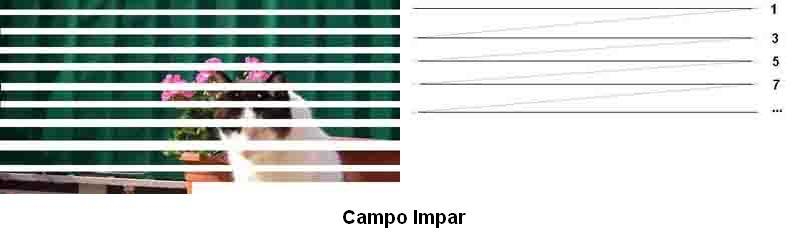
Ejemplo de barrido del campo impar sobre una imagen.

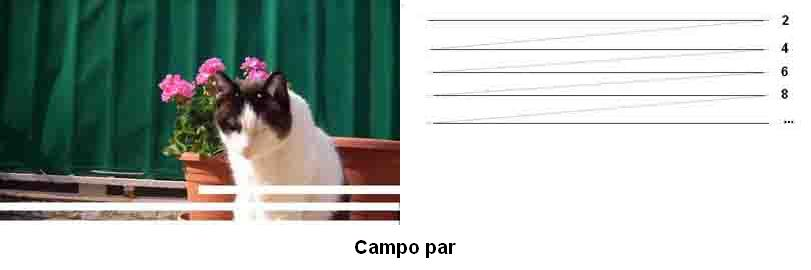
Ejemplo de barrido del campo par sobre la misma imagen.

La proximidad entre las líneas consecutivas y las limitaciones del sistema visual humano, hacen que el ojo del espectador integre los dos campos como una imagen completa (un cuadro), obteniendo la sensación que estas se van refrescando al doble de la frecuencia real. Con este método se consigue mantener un caudal de información reducido, es decir, un menor ancho de banda a transmitir, pero suficiente para que en recepción tengamos la representación de las imágenes sin que aparezca el fenómeno de parpadeo o flicker.

## Aplicación y detalles técnicos
La exploración entrelazada es utilizada en la mayoría de definiciones estándar de TV y en el estándar de emisión de 1080i HDTV. No es utilizado en pantallas LCD, DLP o pantallas de plasma. Estas pantallas no usan tramas de barrido para crear una imagen por lo cual, no se pueden beneficiar de las ventajas del entrelazado. 
Para conseguir un correcto entrelazado de los cuadros, es necesario utilizar una señal que controle con precisión la desviación del haz en el tubo de rayos catódicos. Es por esto por lo que se utilizan las señales “diente de sierra”, muy sencillas de implementar cuando se diseñó este método, para controlar el haz horizontal y vertical. Esta desviación del haz de luz del tubo de rayos catódicos es de izquierda a derecha y de arriba hacia abajo. Para mantener la periodicidad de la señal de barrido que controla el haz, se decidió que el número de líneas que debería tener una imagen debería ser un número impar. Así, cada cuadro debería tener un número par de líneas enteras más media línea adicional. Gracias a esto se consiguió simplificar las señales de barrido, debido a que no tenían que dar saltos espaciales a la hora de cambiar de cuadro.

## Ventajas e inconvenientes de la exploración entrelazada
Con la entrada de la “era digital” la exploración entrelazada está perdiendo terreno frente a la progresiva. A continuación detallaremos las principales ventajas e inconvenientes de este sistema.

### Ventajas
- Uno de los factores más importantes es el ancho de banda (medido en MHz en caso de vídeo analógico y tasa de bits en el caso de digital). Cuanto mayor sea este ancho de banda, más caro y complejo será el sistema (ya sean sistemas de almacenamiento como discos duros o grabadoras, cámaras, sistemas de transmisión, etc.). El vídeo entrelazado reduce el ancho de banda por un factor de dos, para una determinada línea y tasa de refresco.

- La otra ventaja es la fluidez del movimiento, el contenido interlineal puede mostrar 50 diferentes imágenes por segundo para PAL (50 campos) y 60 para NTSC (60 campos) (720x480 60i - 720x576 50i - 1280x720 60i - etc.) utilizando menor ancho de banda, esto puede ser una gran diferencia sobre todo cuando miramos videos por ejemplo de deportes, lo que notaríamos si lo desentrelazamos es que el movimiento ya no es tan suave debido a que después de las técnicas de desentrelazado más usadas solo se mantiene la información de 25 cuadros para PAL y 30 para NTSC, sin embargo hay técnicas que mantienen esta información y se pueden crear videos con 50 cuadros progresivos individuales para PAL y 60 para NTSC (720x480 60p - 720x576 50p - 1280x720 60p - etc.) aunque a costa de un mayor ancho de banda.

### Inconvenientes
Al descomponer un cuadro en dos campos, es decir en dos imágenes tomadas en tiempos diferentes, se producen algunas deficiencias que perjudican a la representación, rompiendo el concepto de lo que se conoce como "imagen nítida". Cuando la escena a representar es muy viva, con figuras con mucho movimiento, se dan desenfoques debido a las diferencias entre un campo y otro. Luego en imágenes con bordes de luminancia variable en sentido vertical o con filigranas verticales se produce el llamado "titileo interlíneas" al que dos líneas sucesivas pertenecen a diferentes campos. También se producen aberraciones cuando hay fuertes cambios cromáticos.
Otros inconvenientes son:
- Aparición del efecto peine al ser mostrado en un sistema progresivo.

- En las transiciones verticales se aprecia un ligero parpadeo, este efecto se conoce como vibración interlínea (Interline Twister), que consiste en que en los extremos horizontales se aprecie un efecto de parpadeo de frecuencia mitad de cuadro.

- Otro efecto también creado por la exploración entrelazada es el desplazamiento de línea, (Line Crawl) y consiste en la visualización de unas líneas gruesas que se desplazan en sentido vertical en el momento que hay desplazamiento vertical en la escena.

- El principal inconveniente es la pérdida de resolución vertical respecto de la que se obtiene con el mismo número de líneas si se utiliza el escaneo progresivo. Esta situación fue comprobada experimentalmente por Kell.

## Situación actual
Actualmente, el problema del parpadeo se ha solucionado de una manera diferente, se utilizan memorias que almacenan la imagen completa y posteriormente la repiten las veces que sean necesarias, consiguiendo así un mayor refresco de la imagen.
Dos técnicas que se hacen servir dentro del ámbito doméstico son:
- La primera consiste en repetir dos veces cada cuadro pero continuando con la exploración entrelazada, por tanto, en un sistema como el PAL donde se reproducen 50 cuadros por segundo, llegaríamos a obtener 100 cuadros por segundo.

- La segunda técnica consiste en almacenar la imagen entera para representarla posteriormente sin efectuar exploración entrelazada, es decir, almacenamos los dos cuadros entrelazados y los juntamos para representarlos dos veces, por tanto, obtenemos 50 imágenes por segundo. No es, empero, una buena solución porque la imagen está explorada de manera entrelazada y no evitamos esta limitación.